# セルゲイ・カストルノフ
セルゲイ・イヴァノヴィチ・カストルノフ（ロシア語: Сергей Иванович Касторнов、英語: Sergey Ivanovich Kastornov）は、ソビエト連邦の通訳案内士、ロシア連邦の外交官、空手家（黒帯の初段）。2021年より、領事参事官として在札幌ロシア連邦総領事館函館事務所長。函館事務所長就任後の2021年8月5日、工藤壽樹函館市長を表敬訪問した。

## 略歴
シベリア連邦管区ケメロヴォ州グリエフスキー地区サライル出身。N・K・クルプスカヤ名称モスクワ地域教育研究所（現・モスクワ州国立大学）を卒業後、アジア・アフリカ諸国大学で日本語を修学。モスクワでの遊学を終えてから、カストルノフはサハリンに居を構えて通訳案内士（ロシア語: гид-переводчик）やラジオ特派員などを務めていたが、ソ連邦解体後の1993年に在札幌ロシア連邦総領事館副領事を拝命して職業外交官に転身。爾後、四半世紀以上にわたって、主にサハリン島およびその南隣りにある日本で2番目に大きい島北海道の二島を拠点に、連邦内外のロシア市民の保護や日露間の友好関係促進に係る様々な公職に従事している。

## 公職
- 1993年 - 1997年: 在札幌ロシア連邦総領事館副領事[2]
- 1997年 - 2005年: 外務省ユジノサハリンスク駐在官事務所[2]
- 2005年 - 2009年: 在札幌ロシア連邦総領事館副領事（再任）[2]
- 2009年 - 2012年: 駐日ロシア連邦大使館参事官、一等参事官[2]
- 2012年 - 2021年: ユジノサハリンスク市公安管理局（ロシア語: Департамент общественной безопасности и контроля города Южно-Сахалинска）副局長[3]
- 2021年 - （現職）: 在札幌ロシア連邦総領事館函館事務所領事参事官（ロシア語: Консул-советник）兼事務所長[3]

## 栄典
- 祖国貢献勲章（ロシア語版、英語版）二等[2]